# Tximnaïi
Tximnaïi (en rus: Чымнайи) és un poble de la república de Sakhà, a Rússia, que el 2014 tenia 515 habitants, pertany al districte d'Itik-Kiuiol.